# Mariendorfer SV
Mariendorfer SV was een Duitse voetbalclub uit het Berlijnse stadsdeel Mariendorf.

## Geschiedenis
De club werd opgericht op 1 juni 1906 als Mariendorfer Ballspiel Club. Op 26 maart 1926 werd de ook de club SC Krampe opgericht, dat in 1936 de naam SC Mariendorf aannam. In 1943 staakten beide clubs de activiteiten. Na de Tweede Wereldoorlog speelden enkele spelers bij SG Mariendorf dat echter voornamelijk SpVgg Blau-Weiß Berlin vertegenwoordigde. Op 20 augustus 1949 werd SC Krampe heropgericht en in 1950 ook Mariendorfer BC. In 1958 werd een fusie tussen beide clubs voorgesteld, maar deze ging niet door.
In 1985 fuseerden de clubs uiteindelijk wel en werd de naam Mariendorfer SV aangenomen. In 1992 bereikte de club de finale van de Berlijnse beker en verloor deze voor 1300 toeschouwers nipt van Türkiyemspor Berlin. In 1993 promoveerde de club naar de hoogste Berlijnse speelklasse, de Verbandsliga, op dat moment nog de vierde klasse, inmiddels de zesde. Na drie seizoenen degradeerde de club. Ter ere van het 90-jarige bestaan van de club speelt MSV 06 een galawedstrijd tegen FC St. Pauli, dat in de Bundesliga speelde. In 1999 werd de club vicekampioen. In 2016 degradeerde de club naar de Bezirksliga. 
In juli 2016 fuseerde Mariendorfer SV met Helgoland Berlin. De nieuwe club werd TSV Mariendorf.